# Sky Ferreira
Sky Ferreira (ur. 8 lipca 1992 w Los Angeles) – amerykańska wokalistka, autorka tekstów i piosenek, a także modelka i aktorka.

## Pochodzenie i wczesne lata
Ferreira urodziła się w okolicy Venice Beach w Los Angeles. Jej ojciec ma pochodzenie brazylijskie, a matka jest rdzenną Amerykanką. Sky była głównie wychowywana przez babcię, która pracowała jako osobista fryzjerka Michaela Jacksona przez ponad 30 lat. Ferreira porzuciła szkołę średnią po drugim roku.

## Kariera
Jako nastolatka Sky publikowała autorskie piosenki na łamach serwisu MySpace i w 2009 roku podpisała kontrakt wydawniczy z wytwórnią Parlophone. W 2010 roku jej singiel „One” spotkał się z umiarkowanym sukcesem w Wielkiej Brytanii, a następny, „Obsession”, wszedł na amerykańską listę klubową. W roku 2011 wydała singiel „Sex Rules” i pierwszą EP-kę, utrzymaną w stylu dance-pop As If!, które mimo przychylnych recenzji nie osiągnęły sukcesu komercyjnego. Ferreira pojawiła się jako modelka w kampanii reklamowej Calvina Kleina, a następnie także w reklamie marki Adidas.
W 2012 roku wydała singiel „Red Lips”, napisany przez Shirley Manson i Grega Kurstina. Piosenka zapowiadała drugą EP-kę, Ghost, która również nie osiągnęła sukcesu komercyjnego, choć uplasowała się w pierwszej dziesiątce amerykańskiego zestawienia Heatseekers Albums. Wydawnictwo zawierało też cieszący się uznaniem krytyki utwór „Everything Is Embarrassing”, którego współautorem był Blood Orange. Ferreira wykonała go podczas swojego pierwszego występu telewizyjnego w amerykańskim programie Late Night with Jimmy Fallon w styczniu 2013. Nagranie uznawane jest za najbardziej znany jak dotąd utwór piosenkarki.
Pierwszy długogrający album Sky, zatytułowany Night Time, My Time, został wydany po wielu opóźnieniach 29 października 2013 przez Capitol Records. Na płycie znalazły się nagrania stanowiące mariaż pop-rocka i synthpopu, w tym m.in. kolejne single „You’re Not the One” i „I Blame Myself”. Album otrzymał pozytywne recenzje i osiągnął umiarkowany sukces na listach sprzedaży w USA, Australii i Wielkiej Brytanii. Ferreira zagrała w filmie The Green Inferno, a w 2014 roku wzięła udział jako support w międzynarodowej trasie koncertowej Bangerz Tour Miley Cyrus.
Piosenkarka rozpoczęła pracę nad swoim drugim pełnym albumem w 2014 roku. W 2016 udzieliła się gościnnie na singlu „Where the Light Gets In” grupy Primal Scream. W październiku pojawiła się w magazynie Playboy, jako pierwszy „króliczek” w historii mający wkład w kierunek artystyczny sesji. Zagrała w kilku filmach, m.in. Baby Driver z 2017 roku, do którego również nagrała cover piosenki „Easy” zespołu Commodores. Pojawiła się też w jednym odcinku serialu Twin Peaks. Wiosną 2019 powróciła z balladą „Downhill Lullaby”, a latem pojawiła się w piosence „Cross You Out” na albumie Charli Charli XCX. Zagrała w jednym odcinku serialu The Twilight Zone.
W 2022 roku wydała singiel „Don’t Forget” zapowiadający jej drugą płytę, Masochism, której premiera była przekładana od wielu lat. Pojawiły się doniesienia o tym, że wytwórnia Capital sabotażuje karierę Sky, utrudniając jej wydawanie muzyki. Fani piosenkarki rozpoczęli kampanię Free Sky Ferreira mającą na celu nagłośnienie sprawy i w listopadzie 2023 Ferreira i Capitol dyskretnie zakończyli współpracę.

## Dyskografia
| - 2013: Night Time, My Time - 2011: As If! - 2012: Ghost - 2013: Night Time, My Time: B-Sides Part 1 | - 2010: „17” - 2010: „One” - 2010: „Obsession” - 2011: „Sex Rules” - 2012: „Red Lips” - 2013: „Everything Is Embarrassing” - 2013: „You’re Not the One” - 2013: „24 Hours” - 2014: „Boys” - 2014: „I Blame Myself” - 2016: „Where the Light Gets In” (z Primal Scream) - 2019: „Downhill Lullaby” - 2019: „Cross You Out” (z Charli XCX) - 2022: „Don’t Forget” - 2024: „Leash” |

## Filmografia
| - 2010: Putty Hill jako Jenny - 2011: The Wrong Ferarri jako ona sama - 2013: IRL jako Angel - 2013: The Green Inferno jako Kaycee - 2016: Skarbiec (The Trust) - 2016: Elvis & Nixon jako Charlotte - 2017: Baby Driver jako mama Baby’ego - 2017: Curious Females jako Crystal - 2018: Lords of Chaos jako Ann-Marit - 2018: Rosy - 2018: Siła nadziei (American Woman) jako Bridget - 2023: Gad (Reptile) jako Renee | - 2017: Twin Peaks jako Ella - 2020: The Twilight Zone jako Fiji |